# 蘇花公路

蘇花公路臨海旧道。

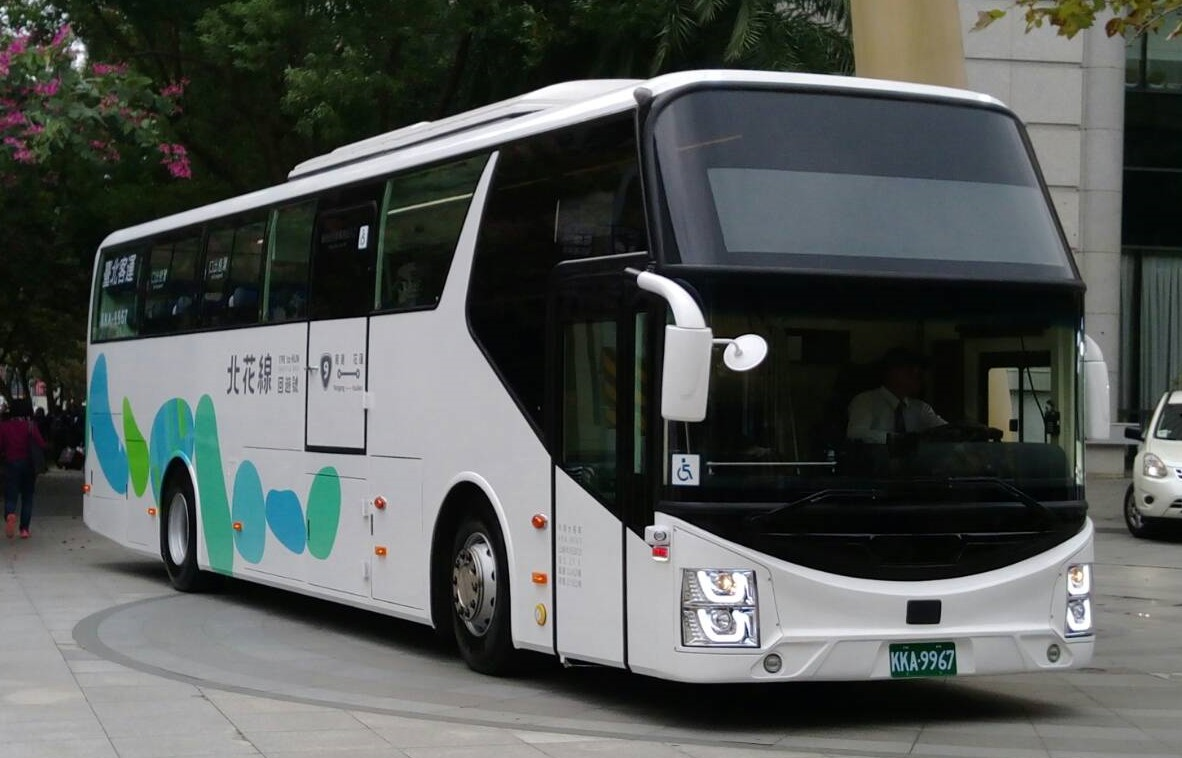
台北客運の「回遊号」車両

蘇花公路（すかこうろ）は、台湾東部の宜蘭県と花蓮県の間を南北に走る省道の愛称で、台9線の一部である。
宜蘭県蘇澳鎮の白米橋を起点とし、南方澳・東澳・南澳・武塔・漢本・大濁水橋（県界）・和平・和中・和仁・清水断崖・崇徳・太魯閣大橋・三棧・景美・北埔などを経て花蓮県花蓮市の中正路に至る、全長約96kmの道路である。
1874年に建設が始まり、1876年に完成し。日本統治時代には、数度の改修を経ており、1932年に完成した全長100.524kmの自動車道で、「臨海公路」と命名された。1949年10月以後は公路局（現・公路総局）の管理に置かれ、1974年から1990年にかけて道路拡幅及び改良工事が行われ、完成までに16年4か月かかった。1990年12月25日に交通管制が解除された。この道路は戦後に省道台9線へ編入された。地元での呼称は「蘇花公路」である。
1990年に台湾初の高速道路建設構想「環島高速道路網発展計画」が策定されたのが始まりである。1990年代が始まると同時に、交通部が「蘇花公路山区路段改善計画（通称：蘇花改）」を策定。2008年11月10日に、行政院が承認された計画を実施した。2011年1月29日に建設が始まり、蘇澳－東澳間は2018年2月5日に開通し、残りの南澳－和平間、和中－大清水間も2020年1月5日に開通。全線開通後は、台北市から花蓮市までの国道客運（高速バス）北花線「回遊号」が、統聯客運、台北客運、首都客運により運行される。過去にも北花線は運行されていたが、鉄道の北廻線が開業以降は乗客減が続き一度廃止されており、約20年ぶりの復活である。また、同日より短距離便として国光客運と葛瑪蘭客運による蘇澳と花蓮間の路線バス（宜蘭県市区公車、花蓮県市区公車）も運行を開始した。しかし、料金面で鉄道と大差なく、所要時間では鉄道のほうが圧倒的に早く、当初は24時間高頻度運行されていたものの、空席が目立つ便が多く相次ぐ減便を重ね（近年では各社1日1往復、統聯客運、台北客運は共同運行化）、2024年4月3日に花蓮地方で発生した地震による蘇花公路道路通行止めの影響により、無期限で運休となっている。短距離便の蘇澳と花蓮間の路線バスも、先立つ3月1日をもって運休となっている。

## 路線
- 蘇澳
すおう

- 南方澳（中国語版）
なんぽうおう

- 烏岩角
うがんかく

- 東澳社（東岳）
とうおう-しゃ

- 東澳
とうおう

- 粉鳥林（中国語版）
ふんちょうりん

- 烏石鼻（中国語版）
うせき-び

- 浪速（朝陽）
ろうそく

- 南澳
なんおう

- 南渓（武塔）
なんけい

- ベレフン（漢本）
べれふん

- 大濁水（澳花）
だいだくすい

- キネボー社（和平）
きねぼう-しゃ

- グウクツ社（和中）
ぐうくつ-しゃ

- カナガン社（和仁）
かながん-しゃ

- 清水
せいすい

- タッキリ社（達基力）
たっきり-しゃ

- デガロン社（崇德）
でがろん-しゃ

- 新城
しんじょう

- 三棧
さんさん

- ムキプラタン社（波拉旦）
むきぷらたん-しゃ

- カワン社（景美）
こうわん-しゃ

- リヂマ社（加灣）
りじま-しゃ

- 農場（康樂）
のうじょう

- 北埔
ほっぽう

- 加禮宛（嘉里）
かれいえん

- 米崙（嘉新）
べいろん

- 花蓮港（花蓮）
かれんこう